# Nelson (Noua Zeelandă)
Nelson este un oraș pe Insula de Sud (South Island) din Noua Zeelandă. Orașul este centrul administrativ al regiunii Nelson, fiind un oraș district (engl. City-Council). El are o suprafață de 445 km2 și o populație de circa 46,500 locuitori, fiind al 12-lea cel mai populat oraș din Noua Zeelandă.

## Date geografice
Se presupune că orașul ar fi centrul geografic al Noii Zeelande, acest punct este o colină în centrul orașului. Această credință datează din măsurătorile topografice vechi, în prezent se știe că centrul geografic este undeva în pădure în apropiere de Tapawera și la 35 km sud-vest de orașul Nelson. În regiune se află  parcurile naționale (Parcul Național Abel-Tasman, Parcul Național Kahurangi și Parcul Național Lacul Nelson) vizitate des de turiști, care vara au soare ca. 2400 de ore, aici fiind cele mai multe zile însorite din Noua Zeelandă.

## Istoric
Regiunea era deja din anul 1550 populată de maorii din tribul Ngati Tumatakokiri. Primul contact l-a avut populația indigenă în anul 1642 cu echipajul olandezului Abel Tasman. A fost o întâlnire sângeroasă, locul fiind numit și azi Murderers Bay (Golful ucigașilor). În secolul XVIII tribul Tumatakokiri a fost gonit de pe insula de sud de triburile unite Ngati-apa și Ngati Kahu. Această victorie a însă de o durată scurtă, deoarece între anii 1828 - 1830, învingătorii vor fi atacați și învinși de alte triburi din regiunea Taranaki și Wellington. La inițiativa companiei New Zealand Company se va așeza în regiune populația albă, aceasta a dus la ascuțirea conflictului cu populația indigenă, care a dus în primăvara anul 1843 la așanumitul Wairau-Tumult. Conflictul ar fi fost declanșat prin uciderea brutală a unei femei indigene de un fermier alb. Ca reacție căpetenia Te Rauparaha refuză vânzarea de teren albilor. Vor porni 50 de fermieri albi sub conducerea lui Wakefield pentru a-l aresta pe Te Rauparaha, a urmat un schimb de focuri care s-a soldat cu moartea a 22 de coloniști și patru maori, printre morți se numără și Arthur Wakefield, întemeietorul așezării Nelson. Pentru a scoate din impas coloniștii albi rămași fără hrană. Frederick Tuckett un camarad al lui Wakefield, care ajunge la conducerea companiei, va organiza trimiterea în regiune a coloniștilor germani noi sosiți, cu nava Sankt Pauli, care vor salva de ruină, așezarea Nelson.

## Personalități marcante
- Ernest Rutherford, (1871-1937) fizician
- Bill Rowling, (1927-1955) prim ministru al Noii Zeelande

## Suburbii
| Nelson North – - Glenduan - Wakapuaka - Todds Valley - Marybank - Atawhai - Brooklands | City Centre – - Port Nelson - Beachville - The Wood - Hanby Park - Nelson East - Nelson South - Toi Toi (Victory Village) - Bishopdale - The Brook - Washington Valley - Stepneyville - Britannia heights | Tahunanui-Port Hills - Tahunanui - Enner Glynn - Moana - Tasman Heights - Annesbrook - Wakatu | Stoke - Stoke - Greenmeadows Park - Nayland - Monaco - Maitlands - Saxtons |

## Clima
| Date climatice pentru Nelson (1981–2010) | Date climatice pentru Nelson (1981–2010) | Date climatice pentru Nelson (1981–2010) | Date climatice pentru Nelson (1981–2010) | Date climatice pentru Nelson (1981–2010) | Date climatice pentru Nelson (1981–2010) | Date climatice pentru Nelson (1981–2010) | Date climatice pentru Nelson (1981–2010) | Date climatice pentru Nelson (1981–2010) | Date climatice pentru Nelson (1981–2010) | Date climatice pentru Nelson (1981–2010) | Date climatice pentru Nelson (1981–2010) | Date climatice pentru Nelson (1981–2010) | Date climatice pentru Nelson (1981–2010) |
| Luna                                     | Ian                                      | Feb                                      | Mar                                      | Apr                                      | Mai                                      | Iun                                      | Iul                                      | Aug                                      | Sep                                      | Oct                                      | Nov                                      | Dec                                      | Anual                                    |
| ---------------------------------------- | ---------------------------------------- | ---------------------------------------- | ---------------------------------------- | ---------------------------------------- | ---------------------------------------- | ---------------------------------------- | ---------------------------------------- | ---------------------------------------- | ---------------------------------------- | ---------------------------------------- | ---------------------------------------- | ---------------------------------------- | ---------------------------------------- |
| Maxima medie °C (°F)                     | 22.4 (72,3)                              | 22.6 (72,7)                              | 21.0 (69,8)                              | 18.1 (64,6)                              | 15.6 (60,1)                              | 13.1 (55,6)                              | 12.5 (54,5)                              | 13.4 (56,1)                              | 15.0 (59)                                | 16.9 (62,4)                              | 18.9 (66)                                | 20.7 (69,3)                              | 17,5 (63,5)                              |
| Media zilnică °C (°F)                    | 17.8 (64)                                | 17.9 (64,2)                              | 16.1 (61)                                | 13.2 (55,8)                              | 10.5 (50,9)                              | 7.9 (46,2)                               | 7.2 (45)                                 | 8.4 (47,1)                               | 10.4 (50,7)                              | 12.4 (54,3)                              | 14.3 (57,7)                              | 16.4 (61,5)                              | 12,7 (54,9)                              |
| Minima medie °C (°F)                     | 13.2 (55,8)                              | 13.3 (55,9)                              | 11.3 (52,3)                              | 8.3 (46,9)                               | 5.5 (41,9)                               | 2.7 (36,9)                               | 1.9 (35,4)                               | 3.4 (38,1)                               | 5.7 (42,3)                               | 7.8 (46)                                 | 9.8 (49,6)                               | 12.0 (53,6)                              | 7,9 (46,2)                               |
| Precipitații mm (inches)                 | 76.5 (3.012)                             | 63.5 (2.5)                               | 70.8 (2.787)                             | 80.9 (3.185)                             | 82.0 (3.228)                             | 92.7 (3.65)                              | 77.6 (3.055)                             | 81.9 (3.224)                             | 85.1 (3.35)                              | 87.2 (3.433)                             | 78.3 (3.083)                             | 83.6 (3.291)                             | 960,1 (37,799)                           |
| Umiditate [%]                            | 74.4                                     | 78.5                                     | 79.6                                     | 83.0                                     | 87.8                                     | 89.6                                     | 90.0                                     | 86.6                                     | 79.7                                     | 76.9                                     | 73.7                                     | 74.2                                     | 81,2                                     |
| Nr. de zile cu precipitații (≥ 1.0 mm)   | 6.8                                      | 5.8                                      | 6.6                                      | 6.5                                      | 7.3                                      | 8.2                                      | 7.8                                      | 8.6                                      | 9.9                                      | 9.4                                      | 7.9                                      | 8.6                                      | 93,3                                     |
| Ore însorite                             | 267.5                                    | 231.4                                    | 230.4                                    | 196.2                                    | 175.7                                    | 143.3                                    | 159.0                                    | 182.2                                    | 189.3                                    | 221.4                                    | 234.9                                    | 241.1                                    | 2.472,4                                  |
| Sursă: NIWA Climate Data                 |                                          |                                          |                                          |                                          |                                          |                                          |                                          |                                          |                                          |                                          |                                          |                                          |                                          |

| Date climatice pentru Nelson (2000–2012) | Date climatice pentru Nelson (2000–2012) | Date climatice pentru Nelson (2000–2012) | Date climatice pentru Nelson (2000–2012) | Date climatice pentru Nelson (2000–2012) | Date climatice pentru Nelson (2000–2012) | Date climatice pentru Nelson (2000–2012) | Date climatice pentru Nelson (2000–2012) | Date climatice pentru Nelson (2000–2012) | Date climatice pentru Nelson (2000–2012) | Date climatice pentru Nelson (2000–2012) | Date climatice pentru Nelson (2000–2012) | Date climatice pentru Nelson (2000–2012) | Date climatice pentru Nelson (2000–2012) |
| Luna                                     | Ian                                      | Feb                                      | Mar                                      | Apr                                      | Mai                                      | Iun                                      | Iul                                      | Aug                                      | Sep                                      | Oct                                      | Nov                                      | Dec                                      | Anual                                    |
| ---------------------------------------- | ---------------------------------------- | ---------------------------------------- | ---------------------------------------- | ---------------------------------------- | ---------------------------------------- | ---------------------------------------- | ---------------------------------------- | ---------------------------------------- | ---------------------------------------- | ---------------------------------------- | ---------------------------------------- | ---------------------------------------- | ---------------------------------------- |
| Maxima medie °C (°F)                     | 22.7 (72,9)                              | 23.5 (74,3)                              | 21.8 (71,2)                              | 19.2 (66,6)                              | 16.4 (61,5)                              | 13.8 (56,8)                              | 13.0 (55,4)                              | 14.1 (57,4)                              | 15.5 (59,9)                              | 17.5 (63,5)                              | 20.0 (68)                                | 21.3 (70,3)                              | 18,2 (64,8)                              |
| Minima medie °C (°F)                     | 13.8 (56,8)                              | 14.4 (57,9)                              | 11.8 (53,2)                              | 9.0 (48,2)                               | 8.1 (46,6)                               | 5.0 (41)                                 | 3.4 (38,1)                               | 4.7 (40,5)                               | 5.9 (42,6)                               | 8.0 (46,4)                               | 10.6 (51,1)                              | 13.5 (56,3)                              | 9,0 (48,2)                               |
| Precipitații mm (inches)                 | 51.6 (2.031)                             | 36.3 (1.429)                             | 41.7 (1.642)                             | 54.4 (2.142)                             | 130.0 (5.118)                            | 125.6 (4.945)                            | 50.7 (1.996)                             | 90.0 (3.543)                             | 98.1 (3.862)                             | 79.4 (3.126)                             | 41.2 (1.622)                             | 110.8 (4.362)                            | 1.111,7 (43,768)                         |
| Sursă: WeatherOnline Climate Data        |                                          |                                          |                                          |                                          |                                          |                                          |                                          |                                          |                                          |                                          |                                          |                                          |                                          |